# WhyNotBi.com
WhyNotBi.com es un estudio de cine pornográfico estadounidense creado en 2019, especializado en sexo bisexual, dirigido a hombres, que forma parte del conglomerado liderado por la empresa canadiense Aylo. 

## Historia
En agosto de 2018, otra subsidiaria de MindGeek, el portal Men.com, lanzó su primera escena de pornografía bisexual (con los actores Arad WinWin y Daxx Carter y la actriz Silvia Saige) titulada The Challenge, que generó controversia sobre si la pornografía bisexual pertenecía a un sitio web de pornografía gay. Men.com declaró que fue una decisión con el fin de presentar contenido bisexual porque "después de preguntar a nuestros usuarios qué les gustaría ver, un número sorprendentemente grande pidió una escena completamente bisexual". Tras varias reacciones en contra por la escena, Men.com decidió dejar de ofrecer más contenido bisexual. Debido a que el lanzamiento de la escena bisexual "dejó a muchos fanáticos del porno gay enojados", el conglomerado MindGeek decidió crear un estudio separado para realizar escenas y producciones de sexo bisexuales, del que surgiría WhyNotBi.
El sitio web tiene como objetivo ser "desinhibido" y presentar "fantasías tabú", presentando diversas temáticas, inspiraciones e historias que pueden incluir escenas no contempladas en otros sitios.
WhyNotBi presenta contenido exclusivamente bisexual y está dirigido a hombres bisexuales. Las escenas colocan el "enfoque en los hombres" y muchas escenas han presentado los debuts bisexuales de destacados actores pornográficos generalmente conocidos por actuar en el porno gay. Actores como Wesley Woods, Jackson Trainor, Thyle Knoxx y Justin Matthews han hecho sus primeras escenas bisexuales en WhyNotBi. Las reacciones han sido variadas, y el sitio web ha recibido elogios y críticas. Los hombres bisexuales han expresado su apoyo a un estudio dirigido a ellos, mientras que algunos hombres gay se han opuesto abiertamente a ello al afirmar que los actores porno gay que tienen sexo con mujeres es heteronormativo. El sitio web ha sido elogiado por su diversidad por presentar contenido gay, bisexual, heterosexual y transgénero en sus escenas.